# Apanteles simulatus
Apanteles simulatus är en stekelart som beskrevs av Papp 1974. Apanteles simulatus ingår i släktet Apanteles och familjen bracksteklar. Inga underarter finns listade i Catalogue of Life.